# Зексау
Зексау (њем. Sexau) општина је у њемачкој савезној држави Баден-Виртемберг. Једно је од 24 општинска средишта округа Емендинген. Према процјени из 2010. у општини је живјело 3.263 становника. Посједује регионалну шифру (AGS) 8316039.

## Географски и демографски подаци
Зексау се налази у савезној држави Баден-Виртемберг у округу Емендинген. Општина се налази на надморској висини од 232 метра. Површина општине износи 16,3 km². У самом мјесту је, према процјени из 2010. године, живјело 3.263 становника. Просјечна густина становништва износи 200 становника/km².

## Међународна сарадња
| Мјесто | Држава    | Врста сарадње | Од    |
| ------ | --------- | ------------- | ----- |
| Андло  | Француска | партнерство   | 1982. |
| Извор  |           |               |       |